# Решительный (миноносец)
Решительный — русский миноносец (истребитель миноносцев) типа «Сокол».

## Строительство
Заложен в 1900 году на Невском заводе, отправлен по частям и собран в Порт-Артуре. Спущен на воду 13 июля 1901 года под именем «Кондор». 14 июня 1903 года введён в состав флота. 21 июля 1901 года переименован в «Баклан». 9 марта 1902 года вновь переименован в «Решительный»

## Служба
«Решительный» был зачислен в состав 2-го отряда эскадренных миноносцев Квантунского флотского экипажа с базированием на Порт-Артур. 12 мая 1903 года командиром назначен лейтенант А. А. Корнильев. Кампанию 1903 года миноносец находился в плавании.
12 января 1904 года приказом Его императорского высочества генерал-адмирала по Морскому ведомству № 5 лейтенант А. А. Корнильев был переведён из Квантунского флотского экипажа в Балтийский флот, с отчислением от занимаемой должности, а на место командира был назначен капитан 2-го ранга Ф. Э. Боссе, но он прибыл в Порт-Артур только 14 февраля, поэтому в первое сражение Русско-японской войны «Решительный» отправился под командованием А. А. Корнильева. С 16 января 2-й отряд эскадренных миноносцев перешёл под командование капитана 2-го ранга А. А. Гинтера.
В ночь на 27 января 1904 года, ещё до официального объявления войны, японский флот атаковал русские корабли, находившиеся на внешнем рейде Порт-Артура. С рассветом были отправлены две пары миноносцев на уничтожение атаковавших кораблей. «Решительный» вышел в паре с миноносцем «Стерегущий». Попав под заградительный артиллерийский обстрел, русские миноносцы не смогли приблизиться на расстояние прицельного пуска торпед, и получили приказ вернуться. В этом бою «Стерегущий» получил несколько попаданий. «Решительный» повреждений не получил, но от рядом разорвавшегося снаряда несколько человек из команды были контужены и легко ранены, в том числе командир лейтенант А. А. Корнильев. 1 февраля вследствие воспаления лёгких и тяжёлой контузии, полученной в бою, Александр Алексеевич был списан с корабля и срочно отправлен на санитарном поезде на лечение в Россию.
В ночь с 25 на 26 февраля 1904 года миноносец под командованием капитана 2-го ранга Ф. Э. Боссе (вместе с миноносцем «Стерегущий») участвовал в разведывательном поиске у островов Эллиот. Возвращаясь из поиска, русские миноносцы встретились с превосходящими силами противника (4 миноносца, к которым позднее подошли 2 крейсера). Сначала оба миноносца вели бой совместно, но когда после прямого попадания японского снаряда «Стерегущий» лишился хода, то во избежание гибели своего корабля раненый Ф. Э. Боссе приказал идти на прорыв. «Решительный» сумел с боем прорвать окружение и пришёл в Порт-Артур, где Боссе лично доложил вице-адмиралу С. О. Макарову о случившемся, после чего последний на крейсерах срочно вышел в море на помощь «Стерегущему». Но к моменту их прибытия на место боя потерявший ход «Стерегущий» был уже расстрелян противником (из 52 членов команды погибли 48) и взят на буксир японцами, которые при появлении русских крейсеров «Новик» и «Баян» бросили корабль и отошли, а «Стерегущий» вскоре затонул (по широко принятой в России версии, затоплен последними оставшимися в живых членами экипажа). «Решительный» в этом бою также получил повреждения, в экипаже 1 матрос погиб и 16 (включая командира) получили ранения.
Отличился при отражении второй атаки брандеров на Порт-Артур в ночь на 14 марта 1904 года. Тогда к Порт-Артуру были направлены четыре брандера под прикрытием отряда миноносцев и трёх отрядов истребителей японского флота с целью затопить их на фарватере и тем самым закупорить русскую эскадру в порт-артурской бухте (так называемая вторая атака брандеров). Подход брандеров был своевременно замечен находящимися в ту ночь в дозоре на внешнем рейде миноносцами «Сильный» и «Решительный». В завязавшемся бою один брандер был подбит торпедой с «Решительного» (командир лейтенант П. П. Травлинский) в затонул в стороне от фарватера, а затем совместно с «Сильным» артиллерийском огнём русских миноносцев вынудили два брандера выброситься в беспорядке на берег своими командами (четвёртый брандер потоплен торпедой с «Сильного»).
29 июля 1904 года миноносец под командованием лейтенанта М. С. Рощаковского скрытно прибыл в Чифу с депешей о принятом командованием порт-артурской эскадры решении прорываться во Владивосток и, согласно полученным приказам, разоружился.
В 3 часа утра 30 июля, вопреки существовавшим международным нормам, разоружённый миноносец в нейтральном порту попытались захватить японские моряки, скрытно подошедшие на шлюпке. Русские моряки вступили в рукопашную схватку с ними, одновременно стараясь подготовить артиллерийские погреба к взрыву, но миноносец был захвачен. Во время схватки погибли двое матросов и четверо, включая командира, были ранены. У японцев погибли двое и ранено 11 человек.
Миноносец был восстановлен японцами и переименован в «Акацуки» (яп. 暁 заря) (второй), после чего вошёл в состав 1-го отряда эскадренных миноносцев под командованием лейтенанта Харада. Участвовал в Цусимском сражении, в ходе которого протаранил и потопил японский же миноносец № 69.
19 октября 1905 года переименован в «Ямабико» (яп. 山彦、やまびこ горное эхо). В 1918 году сдан на слом.

## Командиры
- 12.05.1903 — 01.02.1904 лейтенант Корнильев, Александр Алексеевич
- 12.01.1904 — 29.02.1904 капитан 2-го ранга Боссе, Фёдор Эмильевич (вступил в должность 14.02.1904)
- ??.03.1904 — ??.04.1904 лейтенант Травлинский, Платон Платонович
- 05.05.1904 — 30.07.1904 лейтенант Рощаковский, Михаил Сергеевич

## В литературе
- Пикуль В. С. Исторические миниатюры, Решительные с Решительного. Издательство: АСТ, Вече, ISBN 5-17-010666-1, 2002 г. Есть аудиоверсия